# Bacobampo
Bacobampo (de idioma mayo Baakot béampo: "Culebra en el agua") es un pueblo del municipio de Etchojoa ubicado en el sur del estado mexicano de Sonora en la zona del Valle del Mayo. El pueblo es la segunda localidad más habitada del municipio, ya que según los datos del Censo de Población y Vivienda realizado en 2020 por el Instituto Nacional de Estadística y Geografía (INEGI), Bacobampo tiene un total de 8267 habitantes. Fue fundado por indígenas mayos en el año de 1880.

## Geografía
Bacobampo se sitúa en las coordenadas geográficas 26°59'20" de latitud norte y 109°39'00" de longitud oeste del meridiano de Greenwich, a una elevación de 19 metros sobre el nivel del mar.